# Chen Luying
Det här är en artikel om en person med kinesiskt personnamn; Chen är familjenamnet.
Chen Luying, född 11 november 2006, är en kinesisk simmare.

## Karriär
Vid olympiska sommarspelen 2024 i Paris tävlade Chen på 200 meter fjärilsim, där hon blev utslagen i semifinalen. Vid kortbane-VM 2024 i Budapest var Chen en del av Kinas kapplag som tog brons på 4×100 meter medley.